# Pokhari (Udayapur)
Pour les articles homonymes, voir Pokhari.
Pokhari (en népalais : पोखरी) est un comité de développement villageois du Népal situé dans le district d'Udayapur. Au recensement de 2011, il comptait 3 208 habitants.